# Carl Mallette
Carl Mallette (* 17. November 1981 in Victoriaville, Québec) ist ein ehemaliger kanadischer Eishockeyspieler und derzeitiger -trainer. Der Center verbrachte seine aktive Karriere in nordamerikanischen Minor Leagues sowie in Europa, vor allem in der französischen Ligue Magnus.

## Karriere

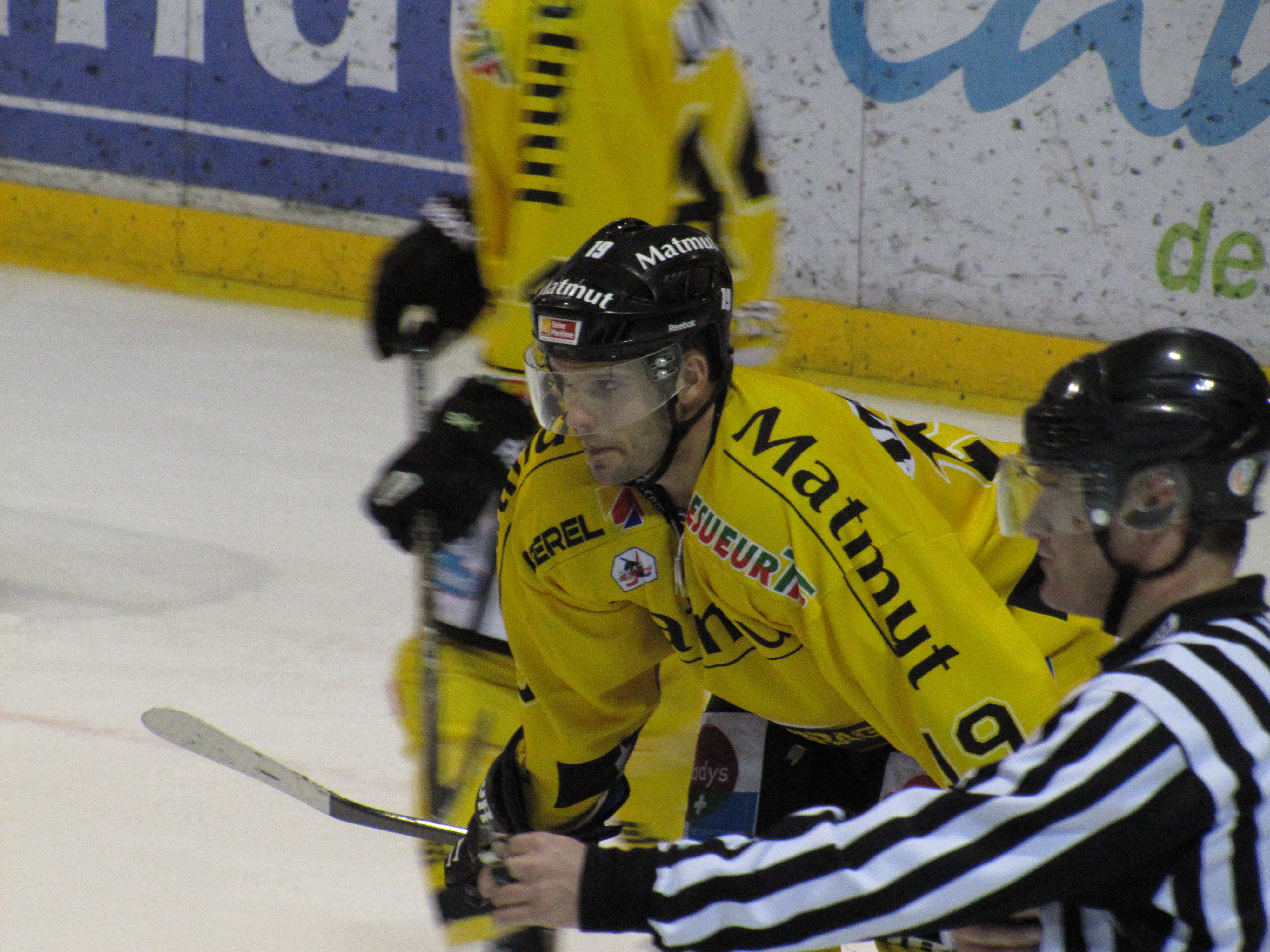
Mallette im Trikot der Dragons de Rouen

Mallette spielte in seiner Juniorenzeit von 1997 bis 2002 bei den Victoriaville Tigres in der Québec Major Junior Hockey League (QMJHL). Diese hatten ihn im QMJHL Entry Draft 1997 in der ersten Runde an siebter Stelle ausgewählt. Der Stürmer bestritt in den fünf Jahren 371 Partien für die Tigres und erzielte dabei 483 Scorerpunkte. In seiner letzten Spielzeit führte Mallette das Team als Mannschaftskapitän zum Gewinn des Coupe du Président und war anschließend mit Victoriaville im Memorial Cup vertreten. Während der Zeit in der QMJHL war er im NHL Entry Draft 2000 in der vierten Runde an 107. Stelle von den Atlanta Thrashers aus der National Hockey League ausgewählt worden. Bevor Mallette aber in der Profibereich wechselte, bestritt er die Spielzeit 2002/03 an der Dalhousie University in der Canadian Interuniversity Sport.
Seine erste Saison im Profibereich verbrachte der Center in der ECHL bei den Florida Everblades und Roanoke Express, ehe er in der folgenden Spielzeit bei den Greenville Grrrowl und Toledo Storm in der ECHL sowie die Hershey Bears und Cincinnati Mighty Ducks in der American Hockey League auflief. Seine 80 Scorerpunkte in 64 ECHL-Spielen wurden mit der Wahl ins First All-Star-Team der Liga belohnt.
Da Mallette seine Zukunft nicht in den Minor Leagues Nordamerikas sah, wechselte er im Sommer 2005 in die französische Ligue Magnus zu den Dragons de Rouen. Dort belastete er mit seinem franko-kanadischen Hintergrund auch nicht das Ausländerkontingent. Gleich in der ersten Spielzeit in Frankreich gewann der Angreifer mit den Dragons die Französische Meisterschaft. Mallette selbst beendete die Saison als bester Torschütze sowie Topscorer, wofür er die Trophée Charles Ramsey erhielt. Zudem wurde er in das All-Star-Team der Ligue Magnus gewählt. Dennoch verließ Mallette den Klub nach nur einem Jahr und schloss sich dem HC Innsbruck aus der österreichischen Erste Bank Eishockey Liga an. Derartige Erfolge wie in Rouen blieben aber aus. Somit kehrte er nach nur einem Jahr zu den Dragons zurück, deren Mannschaftskapitän er seit 2009 war. Von seiner Rückkehr an gewann er mit Rouen vier weitere Meistertitel, zweimal die Coupe de la Ligue und je einmal die Coupe de France, Trophée des Champions und den IIHF Continental Cup. Persönlich erhielt er ein weiteres Mal die Trophée Charles Ramsey, war zweimal bester Ligatorschütze und wurde dreimal in das All-Star-Team der Liga berufen. Nach der Saison 2011/12  beendete er seine aktive Karriere.
Mallette kehrte in seine Heimat zurück und begann seine Karriere als Trainer im Junioreneishockey. Dort kehrte er zur Saison 2017/18 zu den Victoriaville Tigres in die QMJHL und somit seine Geburtsstadt zurück, wo er vorerst drei Jahre als Assistenztrainer fungierte. Zur Spielzeit 2020/21 stieg er dann zum Cheftrainer auf und führte die Tigres im Jahre 2021 zum Gewinn der QMJHL-Playoffs um die Coupe du Président.

## Erfolge und Auszeichnungen
Als Spieler
| - 2000 CHL Top Prospects Game - 2002 Coupe-du-Président-Gewinn mit den Victoriaville Tigres - 2005 ECHL First All-Star-Team - 2006 Französischer Meister mit den Dragons de Rouen - 2006 Ligue Magnus All-Star-Team - 2006 Bester Torschütze der Ligue Magnus - 2006 Trophée Charles Ramsey - 2008 Französischer Meister mit den Dragons de Rouen - 2008 Coupe-de-la-Ligue-Gewinn mit den Dragons de Rouen - 2008 Ligue Magnus All-Star-Team - 2008 Bester Torschütze der Ligue Magnus - 2009 Ligue Magnus All-Star-Team | - 2010 Ligue Magnus All-Star-Team - 2010 Französischer Meister mit den Dragons de Rouen - 2010 Coupe-de-la-Ligue-Gewinn mit den Dragons de Rouen - 2010 Trophée-des-Champions-Gewinn mit den Dragons de Rouen - 2011 All-Star-Team des IIHF Continental Cup - 2011 Französischer Meister mit den Dragons de Rouen - 2011 Coupe-de-France-Gewinn mit den Dragons de Rouen - 2011 Bester Torschütze der Ligue Magnus - 2011 Trophée Charles Ramsey - 2012 IIHF-Continental-Cup-Gewinn mit den Dragons de Rouen - 2012 Französischer Meister mit den Dragons de Rouen |

Als Trainer
- 2021 Coupe-du-Président-Gewinn mit den Victoriaville Tigres